# Alba (Missouri)
Alba ist eine Stadt mit 588 Einwohnern im US-Bundesstaat Missouri. Sie liegt 100 km westlich von Springfield und gehört zum Jasper County. Das U.S. Census Bureau hat bei der Volkszählung 2020 eine Einwohnerzahl von 544 ermittelt.

## Geografie
Albas geographische Koordinaten sind 37° 14′ N, 94° 25′ W. Nach den Angaben des United States Census Bureau hat die Stadt eine Gesamtfläche von 0,9 km², die ausschließlich aus Land besteht. Der Ort liegt rund 8 km nordwestlich von Carthage und 6,5 km nordöstlich von Oronogo. Der nächste Flughafen Joplin Regional Airport ist ca. 12 km entfernt.

### Naturkatastrophen
Die Tornadoaktivität in Alba liegt 90 % über dem Mittelwert in den USA. 1956 fegte ein Tornado der Stärke 4 nur wenige Kilometer vom Stadtzentrum entfernt über Alba hinweg und verletzte 59 Menschen. Ein Tornado, ebenfalls der Stärke 4, erwischte das Umland im Jahr 2008, welcher 15 Menschen tötete und 200 Menschen verletzte. Der entstandene Schaden wurde auf ca. 45 Millionen US-Dollar geschätzt.
Alba ist zudem bekannt für die deutlich erhöhte Erdbebengefahr, welche mit 635 % über dem US-Durchschnitt deutlich über dem Mittelwert der Region liegt. Im März 2016 ereignete sich ein Beben der Stärke 6 – 7 etwa 241 km vom Stadtzentrum entfernt. Ein Beben der Stärke 4 – 5 ereignete sich im Jahr 2014 mit einer Entfernung von 283 km. In den Jahren 2011 und 2016 ereigneten sich zudem mehrere kleinere Erdbeben.
Mit dem Hochwasserindex der Stufe 3 weist Alba ein moderates Risiko für Überschwemmungen auf. Im Umland ist dieser Faktor teils höher.

### Klima
In Alba herrscht ein warmes Ozeanklima. Die Jahresdurchschnittstemperatur beträgt 18 °C. Der kälteste Monat ist dabei der Januar mit 6 °C, der wärmste Monat der Juli mit 32 °C. Der Jahresniederschlag ist mit 528 mm relativ niedrig, da es 198 Tage im Jahr nicht regnet. Die Luftfeuchtigkeit liegt bei etwa 75 %. Mit über 10 Sonnenstunden am Tag ist der Juni der sonnenreichste Monat, im Januar ist es mit durchschnittlich 5,4 Sonnenstunden am dunkelsten. Am meisten Schnee fällt im Januar und Februar.

## Geschichte
Die Stadt Alba wurde 1882 als Quäkersiedlung von Stephen Smith gegründet. Erste Siedlungsnachweise gehen bis in das Jahr 1860 zurück. Benannt wurde die Stadt nach dem ersten Postamtsvorsteher und einem der ersten Siedler. Dieser hatte seit 1860 ein Postamt namens Alba geführt. Anfangs wurde das Dorf als Landwirtschaft-Gemeinde genutzt, da es in der Gegend gutes Ackerland gab. 1874 hatte es zwei Andachtshäuser, ein Geschäft und eine Schule. Die Bevölkerung betrug zu dieser Zeit ca. 150 Menschen. Im Jahr 1990 waren es bereits 464 Menschen. 2009 wies Alba mit 594 Bewohnern den höchsten Bevölkerungsstand in der Geschichte auf, welcher bis 2019 leicht rückläufig ist.

## Demografie
Zum Zeitpunkt des United States Census 2000 bewohnten Alba 588 Personen. Im Jahr 2019 waren es 542, was einem Rückgang von 7,8 % entspricht. Davon waren 46 % Männer und 54 % Frauen. Die Bevölkerungsdichte betrug 688,0 Personen pro km². Es gab 202 Wohneinheiten, durchschnittlich 236,3 pro km². Die Bevölkerung Albas bestand zu 94,39 % aus Weißen, 0,68 % Schwarzen oder African American, 3,23 % Native American, 0,34 % Asian, 0,0 % Pacific Islander, 0,17 % gaben an, anderen Rassen anzugehören und 1,19 % nannten zwei oder mehr Rassen. 0,34 % der Bevölkerung erklärten, Hispanos oder Latinos jeglicher Rasse zu sein.
Die Bewohner Albas verteilten sich auf 184 Haushalte, von denen in 45,1 % Kinder unter 18 Jahren lebten. 60,9 % der Haushalte stellten Verheiratete, 10,9 % hatten einen weiblichen Haushaltsvorstand ohne Ehemann und 22,8 % bildeten keine Familien. 19,0 % der Haushalte bestanden aus Einzelpersonen und in 9,8 % aller Haushalte lebte jemand im Alter von 65 Jahren oder mehr alleine. Die durchschnittliche Haushaltsgröße betrug 2,86 und die durchschnittliche Familiengröße 3,23 Personen.
Die Bevölkerung verteilte sich auf 29,8 % Minderjährige, 15,5 % 18–24-Jährige, 28,6 % 25 – 44-Jährige, 19,4 % 45–64-Jährige und 6,8 % im Alter von 65 Jahren oder mehr. Das Durchschnittsalter betrug 29 Jahre. Auf jeweils 100 Frauen entfielen 90,9 Männer. Bei den über 18-Jährigen entfielen auf 100 Frauen 79,6 Männer.
Das mittlere Haushaltseinkommen in Alba betrug 30.333 US-Dollar und das mittlere Familieneinkommen erreichte die Höhe von 32.500 US-Dollar. Das Durchschnittseinkommen der Männer betrug 23.625 US-Dollar, gegenüber 16.364 US-Dollar bei den Frauen. Das Pro-Kopf-Einkommen belief sich auf 11.588 US-Dollar. 15,2 % der Bevölkerung und 9,5 % der Familien hatten ein Einkommen unterhalb der Armutsgrenze, davon waren 18,2 % der Minderjährigen und 19,4 % der Altersgruppe 65 Jahre und mehr betroffen.
Der Bildungsstand setzt sich in Alba wie folgt zusammen: 89 % der über 25-jährigen haben einen Highschool-Abschluss oder höher, 16 % einen Bachelor oder höher. Alba hat einen Gini Index von 8.
Die meisten Menschen in Alba sind christlich evangelisch geprägt (43 %). Weitere 7 % sind Protestanten und 5 % katholisch. Etwa 42 % fühlen sich keiner Religion zugehörig.

## Politik
Alba, welches zum Jasper County gehört, wählt in den Präsidentschaftswahlen traditionell republikanisch. Im Jahr 2020 stimmten 72,1 % für Donald Trump und 25,9 % für Joe Biden. Die Politik in Alba ist sehr konservativ eingestellt.

## Kultur
In Alba gibt es einige Grünanlagen, die der Erholung dienen. Außerdem sind mehrere Seen in der Nähe sowie ein Campingplatz. Alba besitzt eine Brauerei, eine Bibliothek, sowie einige Gaststätten. In der Freizeit kann dort Minigolf gespielt werden, außerdem gibt es einige Bars, Bowling-Hallen und Ausstellungen in der näheren Umgebung.

## Wirtschaft
In Alba sind 10,8 % der ansässigen Unternehmen den Kategorien „Unterkunft und Gastronomie“ zuzuordnen. Schulen nehmen 8,6 % ein, Krankenhäuser und Arztpraxen 6,5 % und Logistikdienstleister 5 %. Die Arbeitslosenrate lag im Jahr 2020 bei 3,5 %. Im Großraum Missouri liegt diese mit 3,9 % leicht darüber. In Alba ist seit 1992 die Southwest Missouri Bank ansässig, welche einen Vermögenswert von 642 Millionen US-Dollar besitzt. Die Landschaft von Alba wird zu 13 % von Landwirtschaft und Bergbau genutzt. Produzierendes Gewerbe nimmt einen Anteil von 25 % ein. Ansässige Unternehmen sind z. B. Freeman Health System, ein Hersteller für medizinische Produkte, General Mills oder das deutsche Unternehmen für Maschinenbau Schaeffler. Zudem sind AT&T und Schreiber Foods dort vertreten.

## Persönlichkeiten
Bekannte Persönlichkeiten aus Alba sind die Baseballspieler Ken Boyer, Clete Boyer und der älteste Sohn Cloyd Boyer.